# Любсе, Хенрикус
Хенрикус Любсе (нидерл. Harry Lubse; род. 23 сентября 1951, Эйндховен, Северный Брабант) — нидерландский футболист, нападающий. Прежде всего известный по выступлениям за клуб ПСВ, а также национальную сборную Нидерландов. Трёхкратный чемпион Нидерландов. Обладатель Кубка УЕФА.

## Клубная карьера
Во взрослом футболе дебютировал в 1969 году выступлениями за команду клуба ПСВ, в которой провёл одиннадцать сезонов, принял участие в 254 матчах чемпионата и забил 82 мяча. Большую часть времени, проведённого в составе ПСВ, был основным игроком атакующего звена команды.
С 1980 по 1984 год играл в составе команд клубов «Беерсхот» и «Хелмонд Спорт».
Завершил профессиональную игровую карьеру в клубе «Витесс», за команду которого выступал на протяжении 1984—1985 годов.

## Выступления за сборную
В 1975 году дебютировал в официальных матчах в составе национальной сборной Нидерландов. В течение карьеры в национальной команде, которая длилась 4 года, провёл в форме главной команды страны только 1 матч, в котором забил 1 гол.
В составе сборной был участником чемпионата мира 1978 года в Аргентине, где вместе с командой завоевал «серебро».

### Матчи Любсе за сборную Нидерландов
| Матчи Любсе за сборную Нидерландов | Матчи Любсе за сборную Нидерландов | Матчи Любсе за сборную Нидерландов | Матчи Любсе за сборную Нидерландов | Матчи Любсе за сборную Нидерландов | Матчи Любсе за сборную Нидерландов |
| ---------------------------------- | ---------------------------------- | ---------------------------------- | ---------------------------------- | ---------------------------------- | ---------------------------------- |
| №                                  | Дата                               | Соперник                           | Счёт                               | Голы Любсе                         | Соревнование                       |
| 1                                  | 3 сентября 1975                    | Финляндия                          | 4:1                                | 1                                  | Чемпионат Европы 1976 (отбор)      |

Итого: 1 матч / 1 гол; 1 победа, 0 ничьих, 0 поражений.

## Титулы и достижения
- Чемпион Нидерландов (3): «ПСВ»: 1974/75, 1975/76, 1977/78
- Обладатель Кубка УЕФА: «ПСВ»: 1977/78